# آندریاس آلمر
آندریاس آلمر (انگلیسی: Andreas Ulmer؛ زادهٔ ۳۰ اکتبر ۱۹۸۵) بازیکن فوتبال اهل اتریش است.
از باشگاه‌هایی که در آن بازی کرده‌است می‌توان به باشگاه فوتبال ردبول زالتسبورگ، باشگاه فوتبال رید، باشگاه فوتبال آستریا وین، و باشگاه فوتبال لاسک اشاره کرد.
وی همچنین در تیم‌های ملی فوتبال زیر ۲۰ سال اتریش، زیر ۲۱ سال اتریش و اتریش بازی کرده‌است.